# Merda d'artista
Merda d'artista è un'opera dell'artista italiano Piero Manzoni.

## Storia
Nel dicembre del 1961, l'autore sigillò 90 barattoli di latta, uguali a quelli utilizzati normalmente per la carne in scatola, ai quali applicò un'etichetta identificativa, tradotta in quattro lingue (italiano, francese, inglese e tedesco), con la scritta «Merda d'artista. Contenuto netto gr. 30. Conservata al naturale. Prodotta ed inscatolata nel maggio 1961». Sulla parte superiore del barattolo è apposto un numero progressivo da 01 a 90 insieme alla firma dell'artista.
L'artista stabilì il prezzo in 30 grammi di oro zecchino, attraverso uno scambio diretto che non prevedeva la mediazione del denaro, e stabilendo un legame tra valore e oro affine a quello del sistema aureo. L'opera suscitò anche un'interrogazione parlamentare da parte di Guido Bernardi, contrario ad una retrospettiva dell'autore a Roma nel 1971. Attualmente i barattoli sono conservati in diverse collezioni d'arte pubbliche in tutto il mondo; ad esempio, l'esemplare n. 01 è esposto presso il Museo San Fedele di Milano (parte della Nanda Vigo-Private Collection), il n. 04 alla Tate Modern di Londra, il barattolo n. 80 si trova al Museo del Novecento di Milano, il Centro Georges Pompidou di Parigi possiede la scatoletta n. 31 e al Museum of Modern Art di New York troviamo la n. 14.
A Milano, il 7 dicembre 2016, un collezionista privato si è aggiudicato l'esemplare n. 69 a 275.000 euro, compresi i diritti d'asta, nuovo record mondiale d'asta.

## Analisi
Manzoni considera che il vero valore simbolico di un’opera risieda nel rapporto con il corpo dell’artista (è l’artista a essere sacralizzato dal mercato), le cui manifestazioni assumono dunque, nella dimensione del paradosso critico, un valore equivalente a quello delle reliquie: le Impronte e le firme, il Fiato d’artista, la Merda d’artista ne sono altrettanti esempi: “in un progetto precedente intendevo produrre fiale di “sangue d’artista””, inoltre “nel ’61 ho cominciato a firmare, per esporle, persone. A queste mie opere, do una "carta di autenticità". Sempre nel gennaio del ’61 ho costruito la prima “base magica”: qualunque persona, qualsiasi oggetto vi fosse sopra era, finché vi restava, un’opera d’arte”, scrive in Alcune realizzazioni - Alcuni esperimenti - Alcuni progetti. il fatto che la società contemporanea attribuisca un grande valore economico alle opere di un artista si estende al valore delle sue reliquie, che è fatto equivalere a quello dell’oro, identificato simbolicamente come la materia cui si attribuisce comunemente il massimo del pregio così da riscattare il dispregio attribuito ordinariamente alle feci. 
Non è previsto che il contenuto della scatoletta sia conosciuto dal fruitore, che se ne può accertare solo aprendola, dunque distruggendola e annientandone il valore.
Come già aveva fatto nelle Linee, rotoli di carta tracciati da un segno continuo presentati all’interno di un cilindro sigillato, anche in questo caso il “reliquiario” diventa in se stesso la garanzia di ciò che contiene.
Agostino Bonalumi, amico di Piero Manzoni, ha dichiarato che, in realtà, all'interno delle famose scatole non vi è nient'altro che gesso.
Più precisamente:
(Corriere della Sera di lunedì 11 giugno 2007, pagina 30)
Nel 2008, Bernard Bazile, artista francese, ha aperto una delle scatolette, appropriandosi dunque dell'opera attraverso la sua distruzione. Dentro vi ha trovato una seconda lattina più piccola (che però non ha aperto).
Cochi Ponzoni, amico di Piero Manzoni, ha dichiarato  che la sorella di Piero Manzoni gli avrebbe riferito che, in realtà, all'interno delle famose scatole non vi è nient'altro che marmellata d'arance.

## Significato dell'opera
L'opera di Manzoni risulta influenzata dai celebri ready-made di Marcel Duchamp – in questo caso i ready-made aided - e al di là dell'aspetto più superficialmente scandalistico suscitato alla sua presentazione, ha suggerito diverse letture simboliche:
- l'opera allude per paradosso al culto delle reliquie, che le considera sacre a prescindere dalla loro natura effettiva;
- in senso ironico, allude all'idea che un artista già affermato troverebbe mercato e consenso della critica per qualsiasi opera produca, al di là della sua qualità specifica;
- in particolare si riferisce al fatto che il mercato dell'arte contemporanea è pronto ad accettare letteralmente della merda, purché in edizione numerata e garantita nella sua autenticità ed esclusività;
- contemporaneamente, il valore artistico di quest'opera di Manzoni è squisitamente concettuale, e perciò accessibile a chiunque senza limitazioni dovute né al costo di acquisto, né al possesso materiale o all'accessibilità fisica, né alla riproducibilità tecnica. È dunque, secondo Duchamp, tipicamente “anestetica”.